# North Ogden
North Ogden is een plaats (city) in de Amerikaanse staat Utah, en valt bestuurlijk gezien onder Weber County.

## Demografie
Bij de volkstelling in 2000 werd het aantal inwoners vastgesteld op 15.026.
In 2006 is het aantal inwoners door het United States Census Bureau geschat op 16.798, een stijging van 1772 (11,8%).

## Geografie
Volgens het United States Census Bureau beslaat de plaats een oppervlakte van
16,8 km², geheel bestaande uit land. North Ogden ligt op ongeveer 1324 m boven zeeniveau.

## Plaatsen in de nabije omgeving
De onderstaande figuur toont nabijgelegen plaatsen in een straal van 8 km rond North Ogden.